# یواس‌اس سیکانک (ای‌اوجی-۲۰)
یواس‌اس سیکانک (ای‌اوجی-۲۰) (به انگلیسی: USS Seekonk (AOG-20)) یک کشتی است که طول آن ۲۲۰ فوت ۶ اینچ (۶۷٫۲۱ متر) می‌باشد. این کشتی در سال ۱۹۴۳ ساخته شد.